# Краузе, Курт
Курт Краузе (нем. Kurt Krause; 1883—1963) — немецкий ботаник.

## Биография
Курт Краузе родился 20 апреля 1883 года в городе Потсдам близ Берлина. Учился в Берлине, в 1904 году получил степень доктора философии. В 1905 году Краузе был назначен ассистентом Адольфа Энглера в Ботаническом музее Берлин-Далем, в 1917 году стал куратором музея. В апреле 1924 года Курт Краузе получил должность профессора.
В 1912 году Краузе путешествовал по Кавказу, между 1914 и 1932 совершил 7 поездок в Турцию. В 1933 году он стал профессором Сельскохозяйственного института Анкары, где работал до 1939 года.
В 1950 году Краузе ушёл на пенсию. 19 сентября 1963 года он скончался.

## Роды растений, названные в честь К. Краузе
- Krausella H.J.Lam, 1932

## Некоторые научные работы
- Krause, K. Liliaceae. in Engler, A.; Prantl, K. (1935). Die natürlichen Pflanzenfamilien. 15a: 227—386.